# 特洛伊人
《特洛伊人》（法語：Les Troyens）為白遼士所作的法文五幕歌劇，劇本由白遼士本人於1856年到1858年間親自完成，主要是根據維吉爾的敘事史詩《埃涅阿斯紀》寫成。特洛伊人是白遼士最龐大也是最具有雄心的作品，也可以視為他創作生涯的一個總結，但是在他有生之年卻從未見到這齣歌劇完整上演過。這齣作品的最後三幕曾以《在迦太基的特洛伊人》為名，在1863年11月4日於巴黎首演。

## 角色
- 卡珊德拉（Cassandre）：特洛伊女先知，普里阿摩斯（Priam）的女兒 （女高音/女中音）。
- 柯雷柏（Chorèbe）：來自亞洲的王子，與卡珊德拉有婚約 （男中音）。
- 埃涅阿斯（Énée）：特洛伊英雄，維納斯與安喀塞斯（Anchises）的兒子 （男高音）。
- 蒂朵（Didon）：迦太基皇后，敘凱歐斯（Sychaeus）的遺孀 （女中音）。
- 安娜（Anna）：迪登的姊妹 （女低音）。
- 納鈸（Narbal） ：（男低音）。
- 依歐帕斯（Iopas）：蒂爾詩人 （男高音）。
- 希拉斯（Hylas）：弗里吉亞（Phrygian）水手 （男高音）。
- 潘特（Panthée）：特洛伊祭司，埃涅阿斯的朋友 （男低音）。
- 斯卡尼斯（Ascagne）：埃涅阿斯的兒子 （女高音）。
- 赫克托耳的幽魂（L'ombre d'Hector）：特洛伊英雄，普里阿摩斯的兒子 （男高音）。
- 普里阿摩斯（Priam）：特洛伊國王 （男低音）。
- 赫卡伯（Hécube）：普里阿摩斯之妻 （女中音）。
- 希農（Sinon）：希臘間諜 （男高音）。
- 兩名特洛伊士兵 （男低音）。
- 希臘船長 （男低音）。
- 墨丘利（Mercure） （男低音）。
- 赫勒努斯（Hélénus）：特洛伊祭司，普里阿摩斯的兒子 （男高音）。
- 冥王祭司 （男低音）。
- 普利先娜（Polyxène）：卡珊德拉的姊妹 （女高音）。
- 昂朵瑪格（Andromaque）：赫克托耳的遺孀 （默角）。
- 阿斯提揚那克（Astyanax）：昂朵瑪格之子 （默角）。

## 劇情大綱

### 第一部
特洛伊的俘虜

#### 第一幕
背景是在特洛伊城外已經被遺棄的希臘軍營。特洛伊人正在慶祝他們終於從十年來的圍城攻擊中解脫，他們看到希臘人留下的木馬，想將此獻給雅典娜女神。但是卡珊德拉跟其他特洛伊人的意見相左，她認為這個情況並不單純，而且從她的預知中，她看到特洛伊將會被徹底毀滅。當昂朵瑪格悄悄走入時，慶祝活動停了下來。
埃涅阿斯這時匆匆忙忙的告訴大家祭司勞孔被海蛇纏死的消息，而前不久勞孔才警告特洛伊人們將木馬燒毀。於是埃涅阿斯認為這是因為勞孔褻瀆、曲解雅典娜女神的旨意，因此遭到懲罰。不理會卡珊德拉的反對，普里阿摩斯依舊將木馬移入特洛伊城中，並且就放在雅典娜神廟旁。但是好像從木馬中傳來陣陣撞擊的聲音，特洛伊人只覺得那一定是個好兆頭，根本不加理會。卡珊德拉極為沮喪，沒有人願意聽她的勸告。

#### 第二幕
躲在木馬中的希臘士兵開始出動並破壞特洛伊城展開進攻。
第一景（埃涅阿斯的宮殿）
戰鬥的畫面在背景出現，而赫克托耳的幽魂出現，警告埃涅阿斯趕緊逃離特洛伊前往義大利，在那兒他可以重建特洛伊的榮光。在赫克托耳的遊魂消失後，潘特進來告知希臘士兵躲在木馬裡的消息。斯卡尼斯並帶來更進一步之特洛伊城遭到毀壞的消息。柯雷柏強烈建議埃涅阿斯應該率領軍隊戰鬥，以抵抗希臘士兵避免特洛伊的滅亡。
第二景（普里阿摩斯的宮殿）
一些特洛伊的婦女們祈禱他們的士兵能夠得到神的幫助。卡珊德拉向她們說埃涅阿斯跟特洛伊的勇士們已經先搶救出普里阿摩斯宮殿中的財寶並把人送到安全的避難處。她預言埃涅阿斯與生還者們必將在義大利讓特洛伊重生，但他也告訴大家柯雷柏已經犧牲的消息。其他婦女們都相信卡珊德拉的預言，而卡珊德拉此時號召特洛伊的婦女們自縊，以免被入侵的希臘人玷污。其中一群婦女害怕死亡而猶豫不決，所以卡珊德拉將他們驅離，而自己與另外一群婦女決心自殺。希臘的將領看到這個畫面，對於他們這樣的情操與勇氣感到羨慕。希臘士兵要求特洛伊的婦女們交出他們的財寶，卡珊德拉這時大膽地嘲弄希臘士兵，然後馬上自殺，普利先娜也跟她一樣自盡。其他的婦女們也一樣嘲弄著希臘士兵，接著全體自盡，這個畫面讓希臘士兵感到毛骨悚然。在臨死前卡珊德拉大喊："義大利"。

### 第二部
迦太基的特洛伊人

#### 第三幕（迪登的宮殿）
迦太基人和他們的皇后迪登正在慶祝這七年來前所未有的繁榮。然而迪登卻對一件事情有點憂心，那是努米底亞的國王雅爾巴斯，他想娶她為妻（當然是場政治婚姻）。迦太基人誓言保衛他們的皇后，而建築工、水手與農夫們都對迪登表示崇敬。在慶祝典禮結束後，迪登跟安娜私下討論起愛情。安娜勸迪登再婚，但是迪登堅持守寡來紀念他死去的丈夫敘凱歐斯。依歐帕斯接著進來，告知他們有不明的艦隊抵達港灣。迪登下令迎接這些陌生人們。斯卡尼斯進入後，向迪登表明他們搶救岀特洛伊的財寶，並且對她述說特洛伊悲壯的故事。迪登坦承她了解狀況，接著潘特告訴他們，這些逃出特洛伊人將在義大利找他們的落腳處。在此幕中埃涅阿斯假扮為水手並藏身其中。

納鈸接著告訴迪登雅爾巴斯的軍隊正在攻擊迦太基的邊疆並且即將進入城市，但迦太基並沒有足夠的武器可以抵抗。接著埃涅阿斯表明自己的真實身分，並且表示願意協助迦太基作戰。迪登接受他的提議，接著埃涅阿斯要斯卡尼斯好好照顧迪登。迦太基與特洛伊將聯手對抗努米底亞人的入侵。

#### 第四幕
第一景（獵苑與暴風雨）
這景的背景設定在一個有洞穴的森林中。迪登跟埃涅阿斯在狩獵聚會後分開，但因為暴風雨來襲的關係，兩人躲在同一個洞穴中，也因此彼此相互吸引。
第二景（迪登的花園）
努米底亞人被擊退，納鈸與安娜因此感到寬心。然而納鈸卻擔心：迪登會因為愛情的關係而疏於國事的治理。安娜對此懷疑一點也不加考慮，反而覺得這代表埃涅阿斯將會是迦太基出色的國王。納鈸這時提醒安娜：神告訴埃涅阿斯他的王朝將在義大利重新建立；而安娜也回應：沒有什麼神的力量能強過愛情的力量。
在迪登進入後，依歐帕斯在皇后的要求下開始唱歌，接著她問埃涅阿斯有關特洛伊的故事。埃涅阿斯說著：昂朵瑪格最終與皮洛士（Pyrrhus），也就是阿奇裡斯的兒子結婚。而阿奇裡斯其實就是殺死昂朵瑪格前夫（赫克托耳）的兇手。迪登對她的前夫依舊存有感情。突然斯卡尼斯從迪登手指上拿下了敘凱歐斯的戒指，迪登後來拿回了戒指。兩人獨處，迪登與埃涅阿斯唱起愛的二重奏。幕終前，墨丘利（Mercury）出現並攻擊埃涅阿斯的盾牌，三次大聲的叫著：“義大利”。

#### 第五幕
第一景（迦太基的港灣）
希拉斯獨自唱著自己思念故土、想要回故鄉的歌，另外兩個士兵則是嘲弄著他，說這個願望大概永遠不可能實現了。潘特跟特洛伊的將領們討論著因為延遲前往義大利而招致神的憤怒，但是士兵們都覺得在迦太基的生活過得很好，因此不想要離開。

埃涅阿斯進入後，唱著他內心的絕望，因為神諭已經告訴他要前往義大利，而且他更鬱悶的是，他必須因此背叛而離開迪登。普里阿摩斯、柯雷柏、赫克托耳跟卡珊德拉的鬼魂這時出現，無情的告訴埃涅阿斯趕快前往義大利。這時埃涅阿斯終於了解，他只能遵照神的旨意前往義大利，但是也同時了解在此時他只能殘酷的捨下迪登。接著他叫他的士兵們開始準備，在當天日出之前就啟航。迪登這時出現，對於埃涅阿斯不告而別的舉動感到寒心，但她依舊愛著他。埃涅阿斯告訴她神諭降臨，他不得不遵守而前往義大利，但是迪登將一無所有。當他離開時，她發出怒吼，詛咒埃涅阿斯。
第二景（迪登的宮殿）
安娜承認當時他撮合她姊姊與埃涅阿斯是他的錯，而迪登覺得很生氣：若是埃涅阿斯真的愛著他，那麼他應該拒絕神的指示（馬上出發），而是多留下來幾天。群眾們看著特洛伊人啟程，依歐帕斯把這個消息告訴迪登。在盛怒之下，他下令迦太基的軍隊追捕並且破壞特洛伊的艦隊，希望能夠在他們到達前就將他們殲滅。一連串的瘋狂舉動，最後迪登決定自殺，在他對埃涅阿斯表達最後的愛意後，她也準備向她的城市永遠告別。
第三景（迪登的花園）
火葬柴堆（上面放著埃涅阿斯的物品）已經搭建起來，納鈸與安娜對埃涅阿斯下詛咒，要他在戰鬥中受盡羞辱而亡。迪登登上柴堆，褪去他的面紗並放在埃涅阿斯的長袍上，在她眼前出現未來將有個非洲武士（漢尼拔）即將崛起並且攻擊羅馬為她報仇。接著迪登拿埃涅阿斯的劍刺向自己。但是就在她死前的那一剎那，她看到未來的景象：迦太基即將毀滅，而羅馬將會不朽。因對埃涅阿斯遺棄迪登感到憤怒，迦太基的子民們對埃涅阿斯與特洛伊人下深沉的詛咒。（劇終）